# Euphrasia zelandica
Euphrasia zelandica är en snyltrotsväxtart som beskrevs av Richard von Wettstein. Euphrasia zelandica ingår i släktet ögontröster, och familjen snyltrotsväxter. Inga underarter finns listade i Catalogue of Life.